# Hans Pleschinski

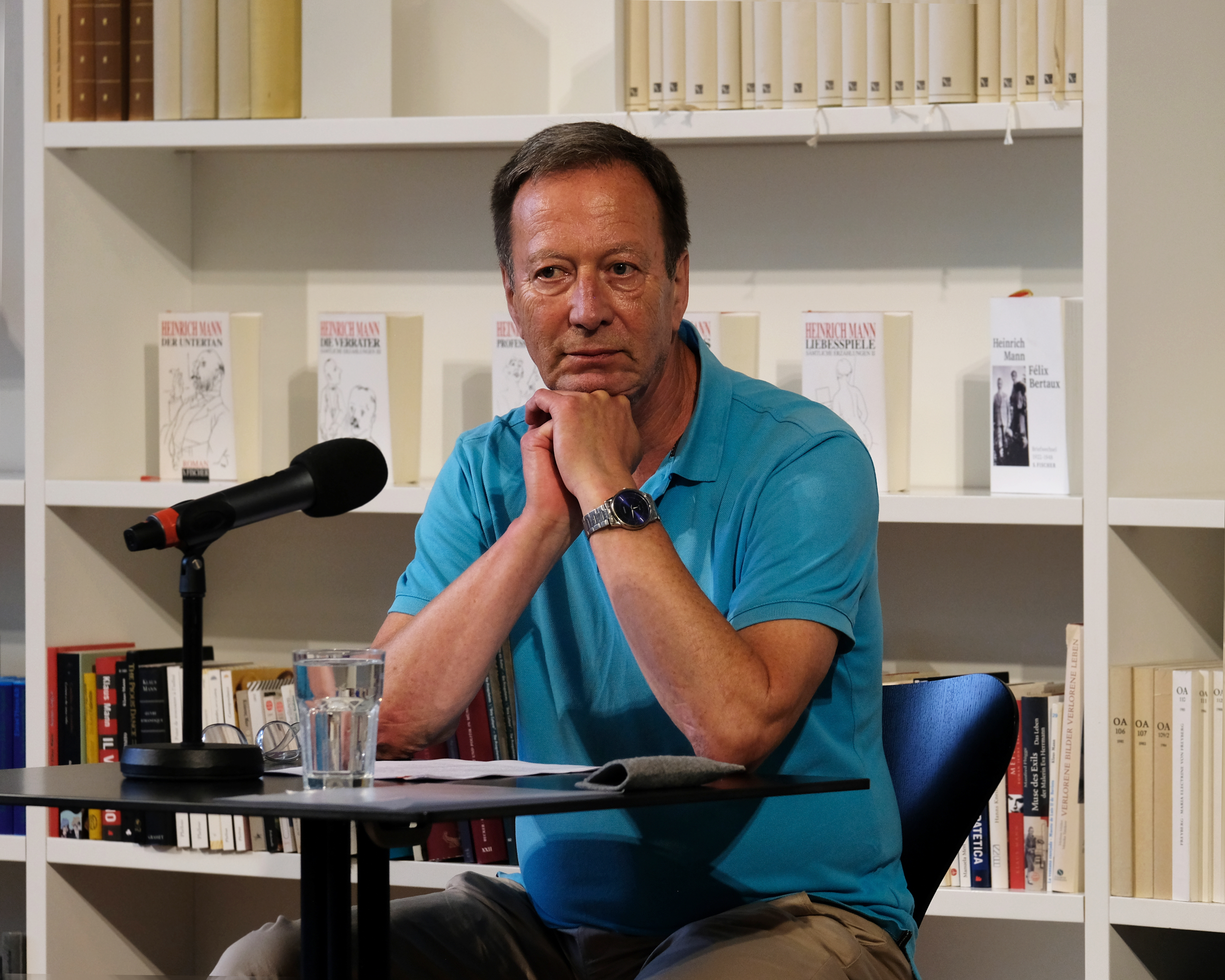
Hans Pleschinski (2024)

Hans Pleschinski (né le 23 mai 1956 à Celle) est un écrivain allemand surtout connu pour ses romans Portrait d'un homme invisible et Königsallee (de). Il est également auteur d'essais, de nouvelles, de romans, de pièces radiophoniques et éditeur de sources en langue française. Il a traduit la correspondance et les mémoires de Frédéric le Grand, de Voltaire, de Madame de Pompadour et d'Else Sohn-Rethel.

## Biographie
Hans Pleschinski grandit dans la ville de Wittingen, en Basse-Saxe, « dans la région frontalière germano-allemande » (sous-titre de son livre Ostsucht). Il étudie l'allemand, les langues romanes et les études théâtrales à l'Université Louis-et-Maximilien de Munich et travaille à temps partiel pour des galeries, l'Opéra d'État de Bavière et dans des productions cinématographiques. De 1984 à 2020, il est collaborateur indépendant du Bayerischer Rundfunk. Pleschinski vit comme écrivain indépendant à Munich . En 2004, il est greffier de la ville d' Amman, en Jordanie, et en 2008, il est écrivain en résidence à l'Université de Miami à Oxford (Ohio). De 2015 à 2018, il est directeur du département de littérature de l'Académie bavaroise des beaux-arts. Pleschinski est membre du PEN Berlin (de).

## œuvre littéraire
Hans Pleschinski fait ses débuts en 1984 avec trois œuvres, les satires Frühstückshörnchen et la nouvelle Gabi Lenz, qui est décrite comme un « document , Werden & Wollen und Nach Ägyppten [sic !], selon le sous-titre « Un roman moderne ». Avec ces parodies, il se tourne en premier lieu contre la littérature de l'intériorité alors en vogue. Au lieu de cela, Pleschinski adhère au postmodernisme littéraire, qui se caractérise par un amour de la narration, du divertissement et de la dissolution des modèles d'ordre : « Le nouveau ton, qui a ensuite continué à me façonner, était peut-être une certaine insolence, une joie de vivre et le fait de ne pas céder au comportement pleurnichard allemand. C'était nouveau et c'était pour moi une préoccupation intérieure de ne pas me joindre à cette complainte allemande constante. Il est encore tôt pour se plaindre, mais j'ai trouvé vraiment dégoûtant que de jeunes auteurs de 20 ou 25 ans voient le monde comme un simple désert noir et en témoignent. « C’est terrible. »
Son intérêt pour l'histoire s'exprime pour la première fois dans le roman médiéval Pest und Moor (1985). Le roman Ostsucht , publié en 1993 et inspiré de sa jeunesse dans la région frontalière germano-allemande est de nature autobiographique. L'auteur se réfère stylistiquement aux motifs de vanité de la littérature baroque, qui célèbre la vie précisément en raison de la mort omniprésente à cette époque. Les grands romans Brabant (1995) et Ludwigshöhe (2008) traitent également du contraste apparent entre la splendeur extérieure et la décadence intérieure. Dans le Brabant, une cinquantaine de membres d'une association culturelle européenne s'embarquent à bord d'une corvette à destination des USA pour tirer un coup de canon sur le Pentagone à Washington, en signe contre la domination de l'industrie culturelle américaine. À Ludwigshöhe, des personnes épuisées par la vie et déterminées à se suicider se rassemblent dans une villa de la banlieue de Munich afin de retrouver le chemin de la vie. Les romans tout aussi grandioses Königsallee (2013) et Wiesenstein (2018) racontent des épisodes de la vie des deux lauréats allemands du prix Nobel de littérature, Thomas Mann et Gerhart Hauptmann. Dans les deux cas, Pleschinski élargit la perspective de la gestion personnelle par les écrivains de la gloire et du fardeau de leur renommée à l'histoire allemande d'après-guerre. Dans Königsallee, par exemple, il raconte les retrouvailles fictives de Thomas Mann et de Klaus Heuser, l'homme dont le célèbre écrivain est tombé amoureux lors de vacances à Sylt en 1927. Wiesenstein raconte l'occupation de la villa silésienne du même nom de Gerhart Hauptmann par l'Armée rouge en 1945. Malgré leurs thèmes différents, tous les romans de Pleschinski partagent le principe directeur d’un « pluralisme créatif, d’une mobilité multiculturelle dans le meilleur sens du terme ». Selon Jens Bisky, l’auteur « ne s’intéresse pas seulement à lui-même, mais aussi à une vision analytique de notre société. »
Pleschinski ne place pas le national-socialisme et ses conséquences au centre de son œuvre, mais s’intéresse plutôt à des développements de l’histoire allemande et européenne qui remontent bien plus loin. À l'occasion de son 60ème anniversaire À l’occasion de son 18e anniversaire, il déclare : « Je ne veux pas être identifié au Troisième Reich. »

## Œuvres

### Auteur
- Frühstückshörnchen. Édition Atelier à Machwerk, Siegen 1984
- Gabi Lenz. Haffmans, Zurich 1984
- Nach Ägyppten. Haffmans, Zurich 1984,  (ISBN 3-251-00043-8)
- Pest und Moor. Haffmans, Zurich 1985
- Der Holzvulkan. Haffmans, Zurich 1986,  (ISBN 3-251-00082-9)
- Ostsucht. CH Beck, Munich 1993
- Die Wunder von Glogau. Christian Rohr, Munich 1993
- Brabant. Schöffling & Co., Francfort-sur-le-Main 1995
- Byzantiner und andere Falschmünzer. Schöffling & Co., Francfort-sur-le-Main 1997
- Zerstreuung. Édition Epoca, Zurich 2000
- Bildnis eines Unsichtbaren. Éditions Hanser, Munich [ua] 2002
- Leichtes Licht. CH Beck, Munich 2005
- Verbot der Nüchternheit. Kleines Brevier für ein besseres Leben. CH Beck, Munich 2007
- Ludwigshöhe CH Beck, Munich 2008
- Königsallee (de). CH Beck, Munich 2013,  (ISBN 978-3-406-65387-2)
- Wiesenstein. CH Beck, Munich 2018
- Am Götterbaum. CH Beck, Munich 2021
- Der Flakon. CH Beck, Munich 2023,  (ISBN 978-3-406-80682-7)[8]

### Éditeur
- Voltaire – Frédéric le Grand . D'après la correspondance. Haffmans, Zurich, 1992.  (ISBN 978-3-251-20128-0)
- « Ich werde niemals vergessen, Sie zärtlich zu lieben. » Madame de Pompadour . courrier. Hanser, Munich/Vienne, 1999.  (ISBN 978-3-446-19753-4)
- Contes d'ETA Hoffmann . Hanser, Munich/Vienne, 2000.  (ISBN 978-3-446-19945-3)
- « Ich war glücklich, ob es regnete oder nicht » Else Sohn-Rethel – Mémoires. C. H. Beck, Munich 2016,  (ISBN 978-3-406-69165-2)

### Traductions
- Marc David : Farinelli. Munich 1996
- également en tant qu'éditeur : Nie war es herrlicher zu leben (de). Das geheime Tagebuch des Herzogs von Croÿ. C. H. Beck, Munich 2011,  (ISBN 978-3-406-62170-3)[9]
- Philippe Besson : Arrêtez de mentir. Éditions C. Bertelsmann, Munich 2018,  (ISBN 978-3-570-10341-8)

## Honneurs
- 1984 : Prix Hungertuch (de) pour le premier roman de Gabi Lenz
- 1986 : Prix bavarois de promotion de l'art (de) dans la catégorie Littérature
- 1986 : Prix littéraire de l'État de Basse-Saxe
- 1995 : Prix Toucan pour le Brabant
- 2002 : Prix Toucan pour Portrait d'un homme invisible
- 2006 : Prix littéraire Hannelore-Greve (de)
- 2008 : Prix Nicolas-Born
- 2012 : Prix Ernst-Hoferichter (de)
- 2012 : Membre titulaire du Département de littérature de l'Académie bavaroise des beaux-arts[10]
- 2012 : Chevalier de l'Ordre des Arts et des Lettres
- 2014 : Prix littéraire de la capitale d'État de Munich (de)
- 2014 : Prix littéraire de Basse-Rhénanie (de)
- 2020 : Prix littéraire de la Fondation Konrad Adenauer
- 2021 : Prix Euregio du Traducteur
- 2024 : Membre honoraire de l'Association des auteurs de Hambourg[11]
- 2024 : Prix culturel de la Fondation d'État bavaroise[12]